# Cardeilhac
Cardeilhac (em occitano:  Cardelhac) é uma comuna francesa na região administrativa da Occitânia, no departamento do Alto Garona. Estende-se por uma área de 18.41 km², com 270 habitantes, segundo o censo de 2018, com uma densidade de 15 hab/km².